# Nagatachō
Nagatachō (永田町, Nagata-chō) és un districte de Tòquio, Japó, al districte especial de Chiyoda. Al districte hi ha l'edifici de la Dieta del Japó i la residència del primer ministre (Kantei). El tribunal suprem és al districte veí de Hayabusachō. Nagatachō es fa servir habitualment per a referir-se al govern electe del Japó, mentre que Kasumigaseki es refereix a l'administració burocràtica no electa.
Durant el període Edo, l'àrea que envoltava l'escola secundària Hibiya i l'ambaixada de Mèxic eren residències de samurais del domini de Kishiwada.

## Empreses amb seu a Nagatachō
NTT DoCoMo té la seva seu a la Sanno Park Tower a Nagatachō.
La Swiss House, les oficines japoneses de Swiss International Air Lines, es troben a l'annex de la Sanno Park Tower.
Prudential Financial té les seves oficines japoneses a la Prudential Tower. Diverses empreses estrangeres tenen les seves oficines japoneses a Nagatachō, com Baker & McKenzie, Citibank i Dow Jones.

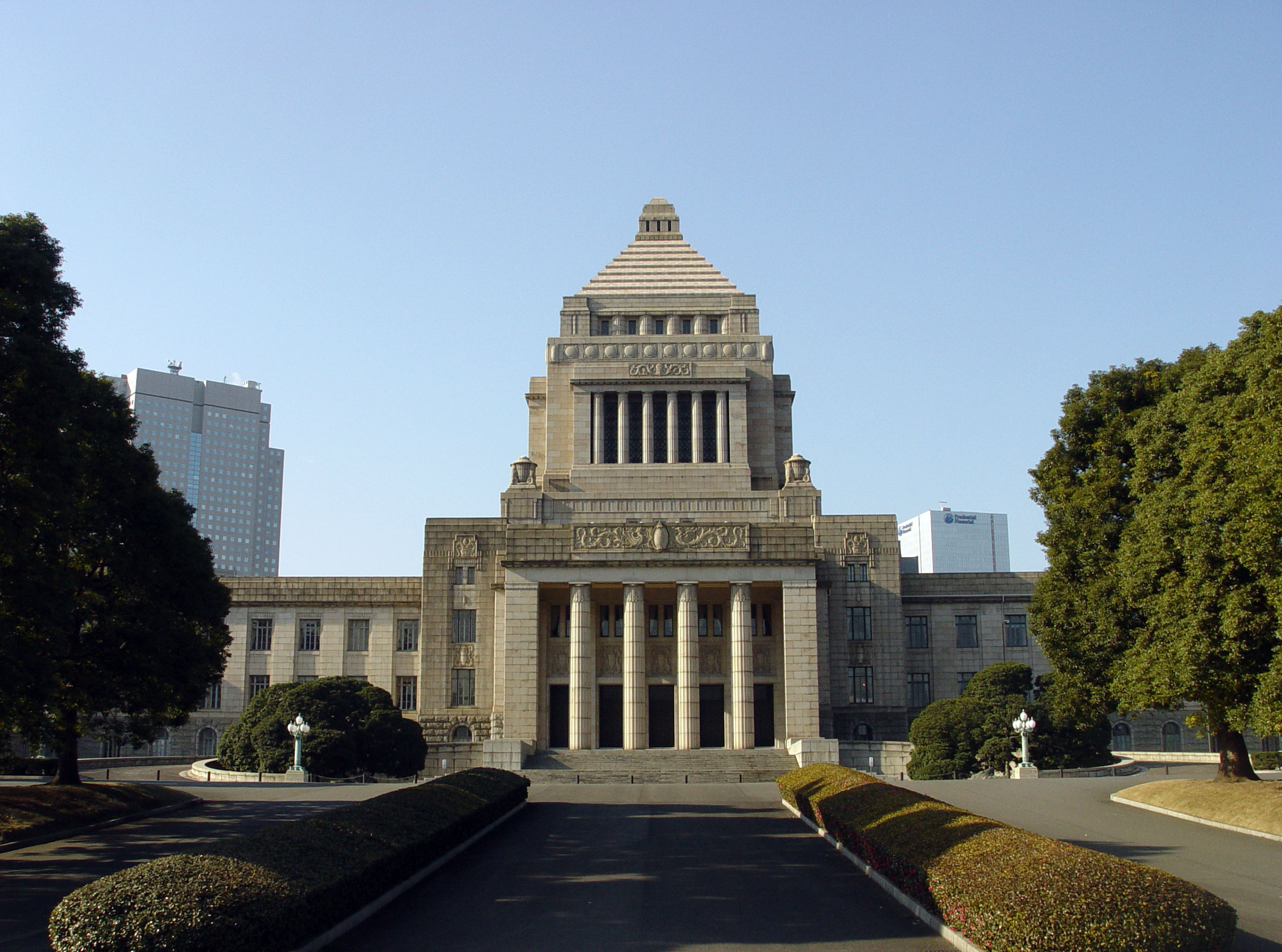
Edifici de la Dieta Nacional

## Entorn
- Biblioteca Nacional de la Dieta
- Oficina del Gabinet
- Seu del Partit Liberal Democràtic del Japó
- Santuari Hie
- Institut Hibiya
- L'hotel Capitol Tokyu
- Hotel Akasaka Excel Tokyu
- Palau Imperial de Tòquio
- Kajima - a Moto-Akasaka
- Suntory - a Akasaka
- Tokyo Broadcasting System (TBS) - a Akasaka

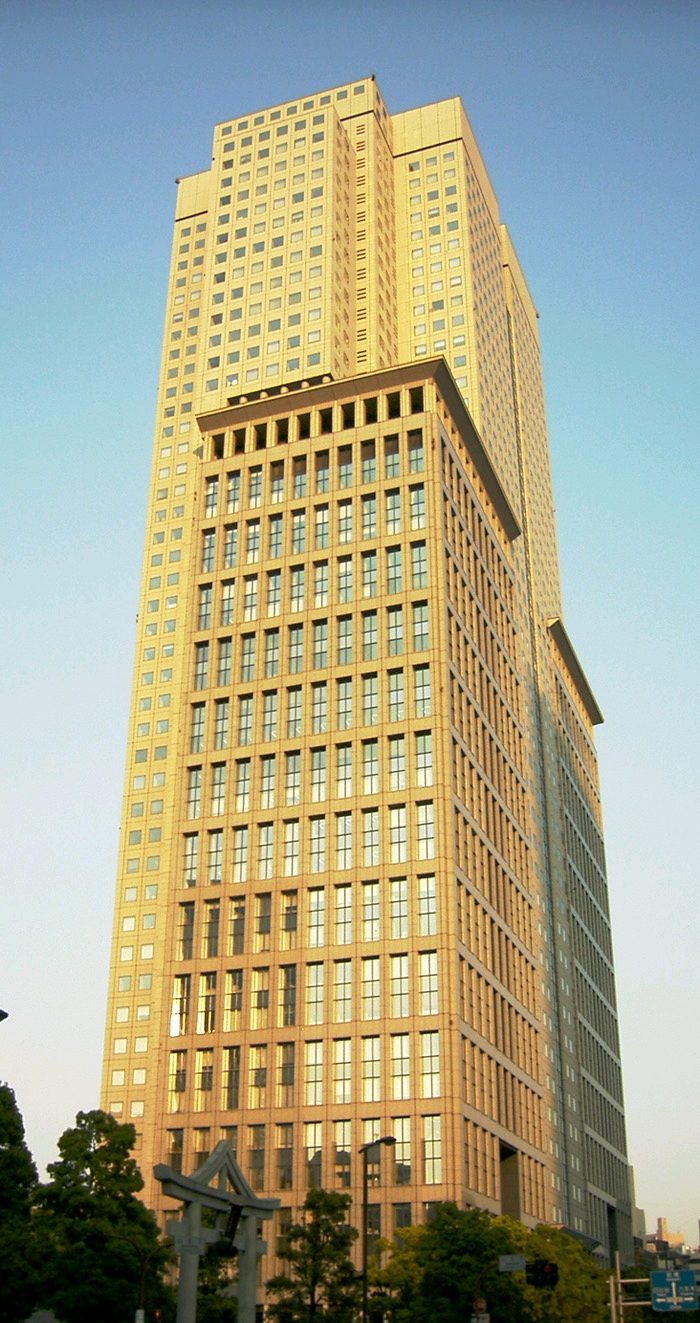
Sanno Park Tower, que és la seu de NTT docomo

- Komatsu Limited - a Akasaka

## Estacions de metro
- Estació d'Akasaka-mitsuke (Línia Ginza, Línia Marunouchi)
- Estació de Kokkai-gijidō-mae (Línia Chiyoda, Línia Marunouchi)
- Estació de Nagatachō (Línia Hanzōmon, Línia Namboku, Línia Yūrakuchō)
- Estació de Tameike-Sannō (Línia Ginza, Línia Namboku)

## Educació
El Consell educatiu de Chiyoda opera escoles i instituts públics. L'escola de primària Kojimachi (麹町小学校, kōjimachi-shōgakkō) és la que cobreix els chōme 1-2 de Nagatachō. Va sorgir de la unió de l'escola de primària Kōjimachi i l'escola de primària Nagatachō (永田町小学校, nagatachō-shōgakkō). Va començar les classes l'any 2000 a les instal·lacions de l'antiga escola de Nagatachō. L'edifici actual es va inaugurar l'1 d'Abril del 2003.